# Francisco de Moxó y Montoliu
Francisco de Moxó y de Montoliú (Barcelona, 29 de marzo de 1930-Alcalá de Chivert, Provincia de Castellón, 26 de julio de 2007), fue un sacerdote e historiador español. Fue Académico numerario de la Real Academia Matritense de Heráldica y Genealogía.

## Biografía
Era hijo de Diego de Moxó y de Queri, médico, y de María Teresa de Montoliu y de Siscar.
Se licenció en Derecho, con Premio Extraordinario, y más tarde en Filosofía y Letras por la Universidad de Barcelona. Tras ulteriores estudios en Centroeuropa, y obtenida la Licenciatura en Teología, se doctoró en Historia por la Universidad Complutense de Madrid con su tesis sobre la Casa de Luna, publicada en 1990 por la prestigiosa editorial alemana Aschendorff, de Münster. Fue uno de los máximos especialistas en la historia nobiliaria aragonesa del Bajo Medievo.
Ejerció sucesivamente la docencia como profesor de Historia Medieval en el Colegio Universitario “Domingo de Soto” de Segovia, la Universidad Complutense de Madrid y como profesor de Historia del Derecho en la Facultad de Ciencias Jurídicas de la Universidad de "San Pablo-CEU" de Madrid, donde obtuvo la Cátedra de Historia Medieval en la Facultad de Humanidades de esta misma Universidad, de la que fue nombrado Profesor Emérito.
Es autor de diversas obras y artículos sobre historia medieval, fruto en buena parte de sus investigaciones en el Archivo General de la Corona de Aragón de Barcelona.
Fue elegido académico de número de la Real Academia Matritense de Heráldica y Genealogía el 10 de marzo de 1992 (Su discurso de ingreso llevó el título "Sacra Progenies. Aspectos genealógicos").
Pertenecía a diversas corporaciones científicas de gran prestigio, siendo Miembro efectivo de la Académie Internationale de Généalogie, y numerario de la Sociedad Española de Estudios Medievales, entre otras.
Los últimos años de su vida se encontraba integrado en el clero diocesano y ejercía su ministerio sacerdotal como vicario en la parroquia madrileña de Santas Justa y Rufina, especialmente dedicado a la atención a los inmigrantes, y profesor de Historia de la Música Sacra de la facultad de Teología "San Dámaso" de Madrid.

## Libros publicados
- Francisco de Moxó y Montoliu (1990). La Casa de Luna (1276-1348): factor político y lazos de sangre en la ascensión de un linaje aragonés. Münster, Westfalen : Aschendorffsche Verlagsbuchhandlung. ISBN 3-402-05825-1.

- Francisco de Moxó y Montoliu (1986). El Papa Luna: un imposible empeño : estudio político-económico. Zaragoza : Librería General. ISBN 84-7078-145-6.

- Francisco de Moxó y Montoliu (1997). Estudios sobre las relaciones entre Aragón y Castilla (SS. XIII-XV). Zaragoza : Institución "Fernando el Católico". ISBN 84-7820-387-7.
- Francisco de Moxó y Montoliu (2005). Miscellanea de Luna. Zaragoza : Institución "Fernando el Católico". ISBN 84-7820-745-7.
- Francisco de Moxó y Montoliu (2001). Relaciones del Condado de Urgell con Castilla y León: discurso leído el día 28 de junio de 2001 en la recepción pública del Ilmo. Sr. D. Ernesto Fernández-Xesta y Vázquez y contestación por el Rvdo. e Ilmo. Sr. D. Francisco de Moxó y de Montolíu, catedrático emérito de Historia Medieval. Madrid : Real Academia Matritense de Heráldica y Genealogía. ISBN 84-87860-37-0.

- Datos: Q5800835